# Stazione di Grottacalda
La stazione di Grottacalda era una stazione ferroviaria posta sulla linea Dittaino-Caltagirone. Serviva la zona mineraria di Floristella e Grottacalda.

## Storia
La stazione di Grottacalda è stata aperta il 29 agosto 1914, con l'inaugurazione del secondo tronco della linea Dittaino-Piazza Armerina-Caltagirone tra Valguarnera e Grottacalda. La stazione è stata chiusa all'esercizio l'11 luglio 1971 con la chiusura della linea.